# República Dominicana nos Jogos Pan-Americanos de 1987
A República Dominicana competiu na 10º edição dos Jogos Pan-Americanos, realizados na cidade de Indianápolis, nos Estados Unidos. Conquistou doze medalhas nesta edição. 